# Тонсон
Тонсон (кор. 동성왕, 東城王, Dongseongwang, Tongsǒngwang; пом. 501) — корейський ван, двадцять четвертий правитель держави Пекче періоду Трьох держав.

## Походження
Був сином Пуйо Конджі, молодшого брата вана Мунджу, який повернувся до Пекче з Японії 477 року після того, як отримав звістку про падіння столиці. Конджі помер того ж року, ймовірно він також, як і Мунджу, був убитий за наказом генерала Хе Ку. Тонсона підтримували представники родини Цзінь, яким удалось придушити повстання Хе Ку. Після смерті вана Самгина, який не залишив нащадків, Тонсон зійшов на трон.

## Правління
Новий ван намагався зміцнити центральну владу, що почала слабшати після перенесення столиці до Унджіна. Тонсон переймався будівництвом фортець і замків задля захисту нової столиці. Він залучив до двору лідерів місцевих кланів, таких як Са, Єон і Пек, щоб протистояти аристократам, що закріпились при дворі ще в старій столиці.
484 року Тонсон відрядив посольство до Південної Ці, завдяки чому після тривалої перерви було відновлено відносини з південним Китаєм. Також ван уклав новий союз із Сіллою, 493 року одружившись із місцевою аристократкою. Такий акт дозволив двом державам здійснити 495 року спільну атаку на Когурьо. 498 року армія Пекче підкорила державу Тамла на острові Чеджу. Формально Тамла ще за 22 роки до того опинилась під владою Пекче, та припинила сплачувати данину.
Відповідно до «Книги Ці» Тонсон відряджав свої війська до Ляодуну та Ляосі з метою надання військової допомоги Китаю в боротьбі проти Когурьо.
Від 499 року держава почала потерпати через голод, однак, відповідно до «Самгук Сагі», ван не надавав допомоги своїм підданим, натомість сам продовжував вести життя в розкошах.
Наприкінці правління Тонсона місцеві клани набули значної могутності, затьмаривши навіть родини Хе та Цзінь. Згодом це призвело до тиску з боку аристократів на політику самого вана. Через це Тонсон вирішив відіслати Пек Га від двору до віддаленого замку. Це спричинило значний спротив з боку Пек Га, люди якого 501 року вбили Тонсона на полюванні.